# Дзёмон-сиба
Дзёмон-сиба (яп. 縄文柴犬) — порода собак, выведенная в Японии. В отличие от породы сиба-ину за рубежом практически не известна, хотя имеет ценителей на родине.

## История

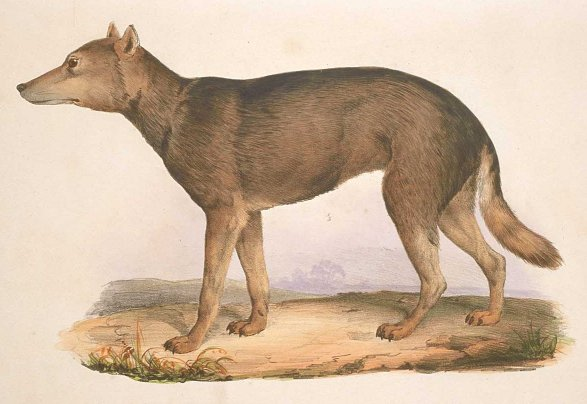
Реконструкция облика Canis hodophylax или древней горной собаки. 1833 г.

Название породы отсылает к раннему периоду в истории айнов и Японии, длительностью почти в тысячу лет (XIII тысячелетие до н. э. — III век н. э.) и получившему наименование «период Дзёмон». В эту эпоху люди жили охотой, рыболовством и собирательством, использовали каменные орудия и керамику. К концу периода жили в общинах оседло. Вместе с людьми жили и кочевали древние собаки, связь с которыми была настолько тесной, что их после смерти хоронили. Иногда собаку хоронили в одной могиле с умершим хозяином. При археологических раскопках по всему Японскому архипелагу были обнаружены черепа и скелеты собак периода Дзёмон. По этим частям скелета исследователи реконструировали облик собаки, которая, предположительно, стала предком всех коренных собак Японии.
По археологическим реконструкциям заводчики Общества по сохранению сиба-ину (Тэннен киненбуцу сиба ину ходзонкай (яп. 天然記念物柴犬保存会), Сибахо) поставили целью воссоздать облик древней породы. Для этого скрещивали син-сю сиба-ину и сиба-ину из провинции Акита. Выведенную породу, очень похожую на реконструкции, назвали дзёмон-сиба (иногда их называют акита-сиба).
Nippo — организация, занимающаяся сохранением коренных японских собак, — породу дзёмон-сиба не признала. Развитием породы в Японии занимается организация Jomon Shiba Inu Research Center (Японский центр по исследованию дзёмон-сиба).

## Внешний вид

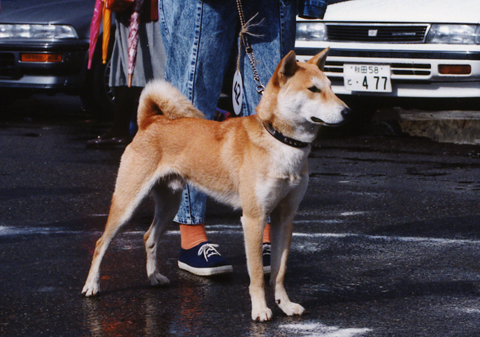

Дзёмон-сиба выглядит как дикая собака и имеет более свирепый вид, чем сиба-ину. Японские собаки в древности были похожи на японского волка (Canis lupus hodophilax, ныне вымерший подвид серого волка), и дзёмон-сиба внешне напоминает этого миниатюрного волка — самого маленького волка в мире. Заводчики целенаправленно стремились подчеркнуть это сходство. В целом похожая на сиба-ину, дзёмон-сиба в большей степени обладает чертами примитивной породы: такой облик могли бы принять сиба-ину, если бы их разведение и целенаправленное сохранение «милой» внешности не контролировалось бы человеком.
Дзёмон-сибы имеют широкую голову, плоский лоб и достаточно длинную сужающуюся к концу морду. Переход ото лба к морде сглажен, спинка носа с небольшим наклоном. Челюсти очень сильные, зубы крупные. Собака сухая, подтянутая, мускулистая. Обладает гибким корпусом, проворными лёгкими движениями.

## Темперамент
Дзёмон-сиба обладает отличным охотничьим инстинктом, абсолютно бесстрашна, независима и уверена в себе. Хорошо воспитанная дзёмон-сиба послушна и привязана к хозяину. Но независимый характер этой собаки требует ранней социализации и значительных усилий при дрессировке. К другим собакам и незнакомым людям может быть агрессивной.